# AGSV Bremen
Der AGSV Bremen (vollständiger Name: Allgemeiner Gröpelinger Sportverein von 1908 e. V. Bremen) ist ein Sportverein aus dem Bremer Stadtteil Gröpelingen. Die erste Fußballmannschaft spielte 17 Jahre in der höchsten Amateurliga Bremens. 

## Geschichte
Der Allgemeine Gröpelinger Sportverein wurde 1908 von acht jungen Werft- und Industriearbeitern gegründet und 1933 von den Nationalsozialisten verboten. 1946 kam es zur Neugründung. Die erfolgreiche Jugendarbeit unter der Leitung von Diedrich Kosten sorgte dafür, dass der Verein nach zwei Aufstiegen in Folge von 1958 die Landesliga Bremen, damals die zweithöchste Spielklasse, erreichte. Der größte Erfolg der Vereinsgeschichte war der Gewinn der Landesmeisterschaft von 1963. In der folgenden Qualifikationsrunde zur Regionalliga Nord war der aufgrund der Bundesligagründung nur noch drittklassig spielende AGSV jedoch überfordert und wurde Letzter. In den folgenden Spielzeiten pendelte die Mannschaft zwischen Mittelmaß und Abstiegskampf. 1973 erreichte der AGSV noch einmal Rang vier, ehe sich die Mannschaft 1975 aus dem Bremer Oberhaus verabschiedete und ein Jahr später in die Bezirksliga abstieg. 
Zwischen 1987 und 1990 kehrten die Gröpelinger noch einmal in die Landesliga zurück, ehe zwei Abstiege in Folge den Verein 1991 in die Kreisliga A brachten. Ein weiterer Doppelabstieg ließ den AGSV 1998 in die Kreisklasse absteigen, ehe es 2010 runter in die 2. Kreisklasse ging. Zwischen 2011 und 2015 stellte der AGSV keine Herrenmannschaft, bevor in der 2. Kreisklasse ein Neuanfang gestartet wurde. Die Mannschaft stieg jedoch in die 3. Kreisklasse ab und spielt nun in der untersten Bremer Spielklasse.